# Oberea rondoni
Oberea rondoni là một loài bọ cánh cứng trong họ Cerambycidae.